# محمد الأحمد (وزير سوري)
محمد الاحمد وزير الثقافة السوري من مواليد اللاذقية 1961 حاصل على إجازة في الأدب الإنكليزي من جامعة دمشق.

## شهاداته
- إجازة في الأدب الإنكليزي من جامعة دمشق عام 1983.
- دبلوم في طرائق تدريس اللغة الإنكليزية من بريطانيا عام 1985.

## مناصبه
- مدير المؤسسة العامة للسينما لاكثر من 15 سنة .
- رئيس لجنة رقابة الأفلام الواردة للعرض في صالات السينما السورية .
- رئيس اللجان المختصة بإقرار السيناريوهات المقدمة للإنتاج من قبل القطاعين العام والخاص .
- رئيس مهرجان دمشق السينمائي الدولي .
- مدير التخطيط والدراسات في المؤسسة العامة للسينما بين عامي 1990 و 1991 .
- مؤسس ومدير مهرجان سينما الشباب للأفلام القصيرة والمشرف على منح دعم سينما الهواة الشباب
- رئيس تحرير سلسلة “الفن السابع” .
- رئيس تحرير مجلة “الحياة السينمائية” الصادرة عن وزارة الثقافة .
- معد ومقدم عدد من البرامج التلفزيونية منها برنامج الفن السابع .

## مؤلفاته
- 25 فيلماً أضاءت حياتنا.
- السينما تجدد شبابها.
- أفلام أثارت العالم.
- تاريخ مهرجان كان.